# São Pedro de Rio Seco
São Pedro de Rio Seco is een plaats (freguesia) in de Portugese gemeente Almeida en telt 202 inwoners (2001).